# 九三式重爆撃機
キ1 九三式重爆撃機
九三式重爆撃機一型（キ1-I）
- 用途：爆撃機
- 分類：重爆撃機
- 製造者：三菱重工業
- 運用者：日本（陸軍）
- 初飛行：1932年
- 生産数：約219機
- 運用開始：1933年
- 運用状況：退役

九三式重爆撃機（きゅうさんしきじゅうばくげきき）は、1930年代中期の大日本帝国陸軍の爆撃機。キ番号（試作名称）はキ1。略称・呼称は九三式重爆、九三重爆など。開発・製造は三菱重工業。

## 開発
1932年（昭和7年）4月に陸軍は、旧式化してきた八七式重爆撃機の後継機となる新型重爆撃機の試作を三菱に指示した。三菱では、ドイツから輸入したユンカースK37双発軽爆撃機をベースにこれを大型化する形で、1933年（昭和8年）3月に試作第1号機を完成させた。

## 設計
低翼単葉の全金属製の双発機で、ユンカース製の特徴である波板外板を採用していた。主脚は固定式であった。エンジンは700馬力の三菱B-1（後のハ2-II）を搭載する予定だったが、開発が間に合わず、試作1号機のみイギリスから輸入したロールス・ロイスバザードエンジンを搭載していた。飛行審査の結果いくつかの問題点は指摘されたものの、新型重爆撃機導入が急務だった陸軍の事情により、同年11月に九三式重爆撃機として制式採用された。
部隊配備された機体は、エンジンの故障や冷却水、油漏れ、ブレーキの不調の他、エンジンの出力不足により双発機にもかかわらず片舷飛行が出来ないなどのことから事故が多発した。また、低速で鈍重な機体だったため、現場での評判は芳しくなかった。このため機体全体に大改造を行い、性能向上を図ることになった。主な改修点は、エンジンを改良型に換装、操縦席周りを中心とした風防の形状改良、降着装置を単脚柱形式としエンジンカバーと一体化し整形した車輪カバー（スパッツ）を採用したことなどだった。これらの改修により速度性能や航続性能にわずかながら向上が見られたため、1935年（昭和10年）に九三式重爆撃機二型（キ1-II）として制式採用された。それまでの生産型は九三式重爆撃機一型（キ1-I）と呼称されることになった。しかし二型でも欠点は根本的には解決されておらず、実戦部隊からの評判は悪いままであった。

## 運用
本機の部隊配備は1934年（昭和9年）春から開始されていたが、初陣は1937年（昭和12年）7月に勃発した支那事変（日中戦争）で7月26日に6機が爆撃を行った。その後、陸軍機として初めて500kg爆弾を使用するなど、各地で使用された。しかし、エンジントラブルにより稼動率は低く性能的にも旧式化が目立ってきたため、より高性能な新型爆撃機を望む声が強まってきた。
これらのことから、キ21（九七式重爆撃機）試作機に目処がついた1936年（昭和11年）には、本機は製造中止となった。総生産数は118機であった。しかし九七式重爆が充分に配備されるまでには期間が必要だったため、ドイツからハインケルHe 111の輸入が望まれたもののドイツ軍部の反対で実現せず、イタリアからフィアットBR.20（イ式重爆撃機）を輸入して当座を凌ぐことになった。第一線から退いた本機は、各地の航空学校で練習爆撃機として用いられた。

## 諸元
一型（キ1-I）
- 全長： 14.80m
- 全幅： 26.50 m
- 全高： 4.92 m
- 主翼面積： 90.74m2
- 自重： 4,880 kg
- 全備重量： 8,100 kg
- エンジン： 三菱ハ2-II 水冷12気筒エンジン700HP×2
- 最大速度： 220 km/h
- 航続距離： 1,250km
- 実用上昇限度： 5,000 m
- 乗員： 4名
- 武装： 
  - 7.7mm旋回機関銃（八九式旋回機関銃）×4
  - 爆弾　最大1,500kg

## 登場作品
『燃ゆる大空』
練習機として用いられた九三式重爆撃機が、撮影に使用されている。